# بخش مرکزی شهرستان ریگان
بخش مرکزی، یکی از بخش‌های شهرستان ریگان در استان کرمان ایران است. مرکز این بخش، شهر محمدآباد است.

## تقسیمات کشوری
- بخش مرکزی شهرستان ریگان
  - دهستان ریگان
  - دهستان پشت ریگ

شهرها: محمدآباد و عباس‌آباد سردار

## جمعیت
بر پایه سرشماری عمومی نفوس و مسکن در سال ۱۳۹۵، جمعیت بخش مرکزی شهرستان ریگان برابر با ۴۳٬۰۳۹ نفر بوده است.